# Сесил (Вісконсин)
Сесил (англ. Cecil) — селище (англ. village) в США, в окрузі Шавано штату Вісконсин. Населення — 529 осіб (2020).

## Географія
Сесил розташований за координатами 44°48′41″ пн. ш. 88°26′57″ зх. д. / 44.81139° пн. ш. 88.44917° зх. д. (44.811370, -88.449276).  За даними Бюро перепису населення США в 2010 році селище мало площу 4,66 км², з яких 4,62 км² — суходіл та 0,04 км² — водойми.

## Демографія
Згідно з переписом 2010 року, у селищі мешкало 570 осіб у 262 домогосподарствах у складі 162 родин. Густота населення становила 122 особи/км².  Було 328 помешкань (70/км²).
Расовий склад населення:
| - 93,0 % — білих - 4,2 % — корінних американців - 0,2 % — чорних або афроамериканців - 1,1 % — осіб інших рас |

До двох чи більше рас належало 1,6 %. Частка іспаномовних становила 2,1 % від усіх жителів.
За віковим діапазоном населення розподілялося таким чином: 17,7 % — особи молодші 18 років, 62,8 % — особи у віці 18—64 років, 19,5 % — особи у віці 65 років та старші. Медіана віку мешканця становила 45,6 року. На 100 осіб жіночої статі у селищі припадало 90,6 чоловіків;  на 100 жінок у віці від 18 років та старших — 93,8 чоловіків також старших 18 років.
Середній дохід на одне домашнє господарство  становив 55 400 доларів США (медіана — 47 500), а середній дохід на одну сім'ю — 61 324 долари (медіана — 49 375). Медіана доходів становила 44 375 доларів для чоловіків та 31 250 доларів для жінок. За межею бідності перебувало 4,9 % осіб, у тому числі 0,0 % дітей у віці до 18 років та 3,2 % осіб у віці 65 років та старших.
Цивільне працевлаштоване населення становило 325 осіб. Основні галузі зайнятості: освіта, охорона здоров'я та соціальна допомога — 19,7 %, роздрібна торгівля — 16,0 %, виробництво — 13,8 %, мистецтво, розваги та відпочинок — 12,6 %.